# X의 비극
《X의 비극》(The Tragedy of X)은 미국의 추리 작가 엘러리 퀸의 장편 추리 소설이다.

## 개요
X의 비극은 엘러리 퀸의 「드루리 레인 4부작」(X의 비극, Y의 비극, Z의 비극, 최후의 비극)중 제1부이다. 발행 당시에는 본작을 포함해 4작품 모두 바너비 로스라는 필명으로 발표되었다.

## 줄거리
폭우가 쏟아지던 날 뉴욕의 만원 전차 안에서 교묘한 밀실 살인 사건이 발생한다. 용의자는 전차 안에 있던 모든 승객이다. 은퇴한 연극 배우 출신 탐정 드루리 레인은 사건을 수사한다. 사건 용의자로 지목된 자가 잇달아 나타나는 중 제2의 살인이 일어나 버린다. 그는 죽어가면서 손가락을 꼬아 X자 표시로 만들어 무언가를 전하려 하면서, 범인에 대한 드루리 레인의 불꽃튀는 추리가 시작된다.

## 같이 보기
- 드루리 레인